# 海伦·理查森-沃尔什
海伦·理查森-沃尔什（英語：Helen Richardson-Walsh，1981年9月23日—），英国女子曲棍球运动员。她曾代表英国国家队参加2000年、2008年、2012年和2016年夏季奥林匹克运动会曲棍球比赛，获得一枚金牌和一枚铜牌。

## 家庭
同性妻子凯特·理查森-沃尔什。